# Kottensdorf

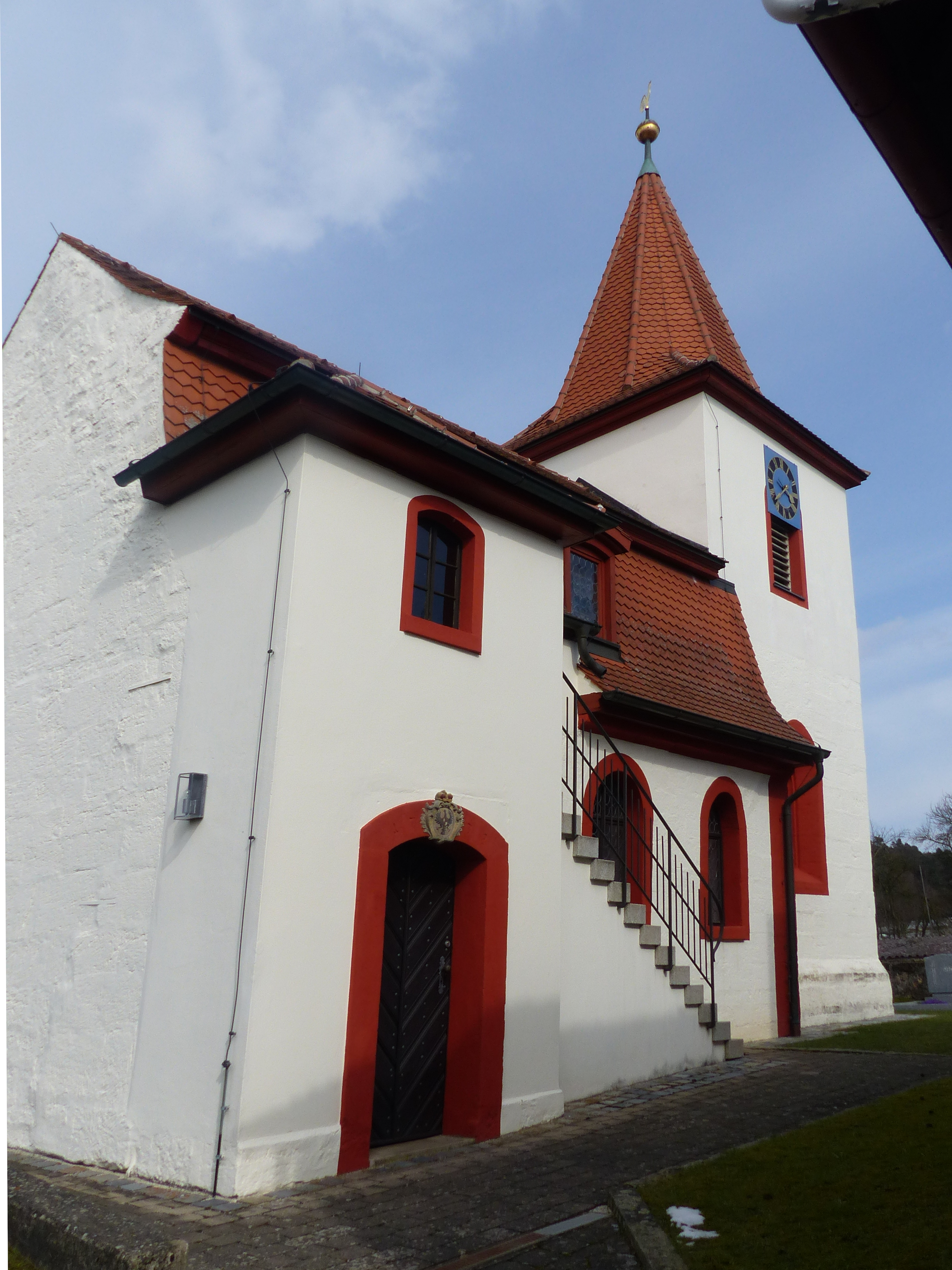
St. Nikolaus

Kottensdorf (fränkisch: Kodnsdoaf) ist ein Gemeindeteil der Gemeinde Rohr im Landkreis Roth (Mittelfranken, Bayern). Kottensdorf liegt in der Gemarkung Gustenfelden.

## Geographie
Durch das Kirchdorf fließt die Schwabach. Nördlich des Ortes erhebt sich der Teufelsberg (390 m ü. NHN). Im Westen grenzt das Flurgebiet Hössel an und im Süden das Flurgebiet Lust. 0,5 km nordwestlich liegt das Waldgebiet Kohlschlag, 0,5 km südlich das Kastenholz und im Südwesten das Waldgebiet Pflockerlohe.
Die Staatsstraße 2239 führt an Gustenfelden vorbei nach Unterreichenbach (3 km östlich) bzw. nach Leuzdorf (2,2 km westlich). Die Kreisstraße RH 11 führt nach Regelsbach zur Staatsstraße 2409 (3,5 km nördlich). Gemeindeverbindungsstraßen führen nach Wildenbergen (0,9 km nördlich) und nach Putzenreuth (2 km südlich).

## Geschichte
Der Ort wurde 1313 als „Cottensdorf“ erstmals urkundlich erwähnt, eine zugehörige Mühle wurde bereits 800 als Mühle des Dragamuzil urkundlich erwähnt. 1339 wurde der Ort „Kotensdorf“ und 1356 „Codmannsdorf“ genannt. Das Bestimmungswort des Ortsnamens ist der Personenname des Gründers Cot’an. Ursprünglich war das Kloster Ebrach Lehensherr, 1313 erwarb Ramung IV. von Kammerstein ein Gut. Im 13. Jahrhundert bestand der Ort aus 9 Ganzhöfen. 1434 wurden im markgräflichen Salbuch 19 Anwesen verzeichnet, von denen 1 Mühle, 6 Güter und 1 Selde der Markgrafschaft unterstanden und 6 Güter und 5 Seldengüter Fremdherren. 1530 wurden nur noch 13 Anwesen aufgelistet, von denen 1 Mühle, 2 Höfe und 2 Halbhöfe dem Markgrafen unterstanden und 8 Güter der Reichsstadt Nürnberg. 1623 erhöhte sich die Zahl der Haushalte auf 15. Die zwei neuen Anwesen unterstanden dem Kastenamt Schwabach.
Gegen Ende des 18. Jahrhunderts gab es in Kottensdorf 24 Anwesen. Das Hochgericht übte das brandenburg-ansbachische Oberamt Schwabach aus. Die Dorf- und Gemeindeherrschaft hatte das Kastenamt Schwabach. Grundherren waren das Fürstentum Ansbach (14 Anwesen; Kastenamt Schwabach: 3 Ganzhöfe, 1 Halbhof, 1 Halbhof mit Zapfenwirtschaft, 2 Gütlein, 1 Gütlein mit Schmiede, 3 Leerhäuser, 1 Mahlmühle; Kanzleiamt Ansbach: 2 Köblergüter), die Reichsstadt Nürnberg (St. Klara-Klosteramt: 1 Ganzhof, 1 Dreiviertelhof, 1 Gütlein; St. Katharina-Klosteramt: 1 Ganzhof; Landesalmosenamt: 1 Ganzhof) und Nürnberger Eigenherren (von Behaim: 1 Ganzhof, 1 Köblergut; von Ebner: 1 Viertelhof; von Imhoff: 1 Dreiviertelhof, 1 Gütlein). Neben den Anwesen gab es noch die Filialkirche und kommunale Gebäude (Schule, Hirtenhaus).
Von 1797 bis 1808 unterstand der Ort dem Justiz- und Kammeramt Schwabach. Im Rahmen des Gemeindeedikts wurde 1808 Kottensdorf dem Steuerdistrikt Regelsbach (II. Sektion) und der 1818 gebildeten Ruralgemeinde Gustenfelden zugeordnet. Am 1. Mai 1978 wurde Kottensdorf im Zuge der Gebietsreform in Bayern nach Rohr eingegliedert.

### Baudenkmäler
- Brunnenweg 3: Evang.-luth. Filialkirche St. Nikolaus[14]
- Mühlweg 1: Dazugehörige Fachwerkscheune[14]

### Einwohnerentwicklung
| Jahr      | 001818 | 001840 | 001861 | 001871 | 001885 | 001900 | 001925 | 001950 | 001961 | 001970 | 001987 |
| Einwohner | 176    | 236    | 262    | 251    | 227    | 222    | 232    | 305    | 240    | 247    | 246    |
| Häuser    | 30     | 34     |        |        | 45     | 46     | 42     | 43     | 45     |        | 62     |
| Quelle    | [ 16 ] | [ 17 ] | [ 18 ] | [ 19 ] | [ 20 ] | [ 21 ] | [ 22 ] | [ 23 ] | [ 24 ] | [ 25 ] | [ 26 ] |

## Religion
Der Ort ist seit der Reformation evangelisch-lutherisch geprägt. Die Einwohner südlich der Schwabach waren ursprünglich in die Stadtkirche St. Johannes und St. Martin (Schwabach) gepfarrt, die Einwohner nördlich der Schwabach nach St. Emmeram (Rohr). Seit dem frühen 19. Jahrhundert ist der ganze Ort nach St. Bartholomäus (Gustenfelden) gepfarrt. Die Katholiken sind nach St. Sebald (Schwabach) gepfarrt.